# William Unek
William Unek (1929–21 de Fevereiro de 1957) foi um policial africano e spree killer que matou um total de 57 pessoas em duas chacinas separadas.

## Assassinatos
William trabalhou como um agente de polícia ou também como soldado no Congo Belga. Seu primeiro ato de massacre aconteceu em Mahagi, Congo Belga em 1 de Janeiro de 1954, aonde ele trucidou 21 pessoas e feriu muitas outras com um machado em menos de uma hora e meia, antes de escapar e acabar no Território de Tanganica britânico, aonde ele assumiu uma falsa identidade, teve um trabalho e começou uma nova vida.
No dia 11 de Fevereiro de 1957, depois de ter uma briga com o seu chefe, William embarcou em outro massacre que começou nas primeiras horas de 11 de Fevereiro de 1957. Armado de uma rifle do tipo Lee-Enfield, 50 rodadas de munição e um machado, começou a trucidar pessoas na área de Malampaka, uma aldeia a cerca de 40 milhas a sudeste de Mwanza. Ele arrombou várias casas e saiu atirando em quem ele avistava.
Em doze horas, William atirou fatalmente em dez homens, oito mulheres e oito crianças, assassinou mais cinco homens com o seu machado, esfaqueou outro, queimou dois homens e uma criança prendendo-os em suas casas e ateando fogo nelas, e estrangulou uma garota de quinze anos. Deixando um saldo de 36 pessoas mortas. Terminando o morticínio, ele trocou seu uniforme de policial para umas das roupas roubadas de suas vítimas e então escapou. Junto aos mortos estava aparentemente sua própria esposa, o qual ele matou em sua cabana antes de atear a casa em fogo, bem como a esposa de um sargento policial.

## Caçada e morte
Durante nove dias, William foi procurado pelas tribos de Wasukuma, policiais, e eventualmente a companhia de King's African Rifles em umas das maiores caçadas a homem de Tanganica durante este tempo.
Apesar de uma extensa operação de caçada, incluindo cachorros e aeronaves, e uma publicada recompensa de $350, William conseguiu eludir seus capturadores até que finalmente ele apareceu na casa de Iyumbu ben Ikumbu, que vivia em uma casa apenas duas milhas de distância de Malampaka, em busca de comida. Quando Iyumbu denunciou o incidente para a policia, ele foi perguntado para manter William com ele e notificá-los, que o assassino fosse denovo na casa dele. William, ainda armado, apareceu a 1:00 da manhã do dia seguinte. Iyumbu, mandando sua esposa para a polícia, deu comida para William e conversou com ele durante duas horas até que a ajuda chegou. Neste ponto Iyumbu correu de sua casa o qual um Superintendente da Polícia jogou uma bomba de fumaça, ateando a sua casa ao fogo. William, gravemente queimado quando tentava evitar sua captura, morreu de seus ferimentos no hospital. Iyumbu recebeu uma recompensa financeira de £125, como também ganhou uma Medalha do Império Britânico por sua bravura levando à captura do agente policial assassino.

## Resultado
Em uma resposta para os assassinatos, um financiamento foi criado para ajudar os descendentes dos mortos, e clínica de maternidade foi construída como um memorial para as vítimas de William.
Seu assassinato em massa é lembrado até hoje como umas das maiores matanças cometidas por apenas uma pessoa.